# Lotus 100T

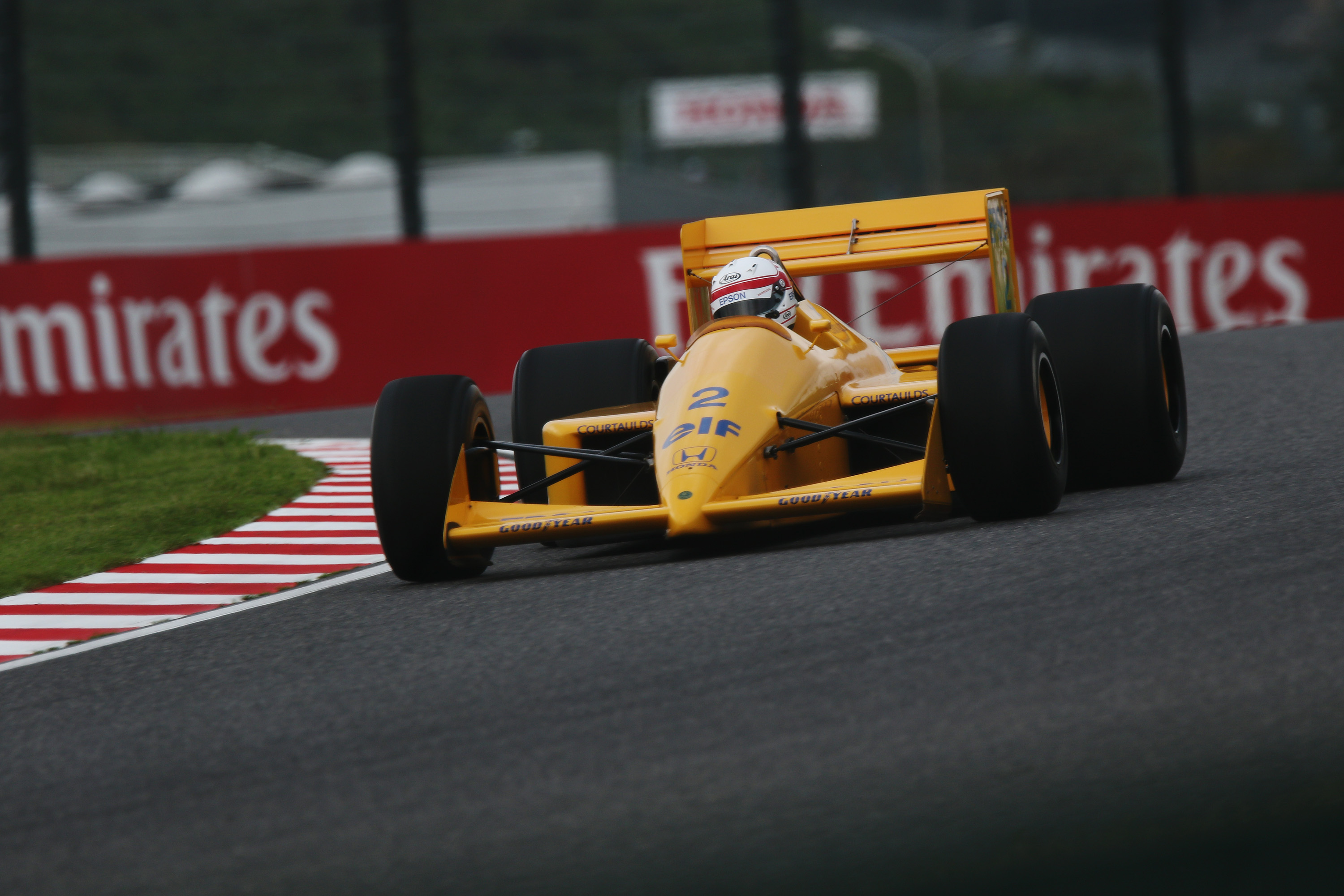
Satoru Nakajima conduciendo el Lotus 100T en el GP de Japón 2018.

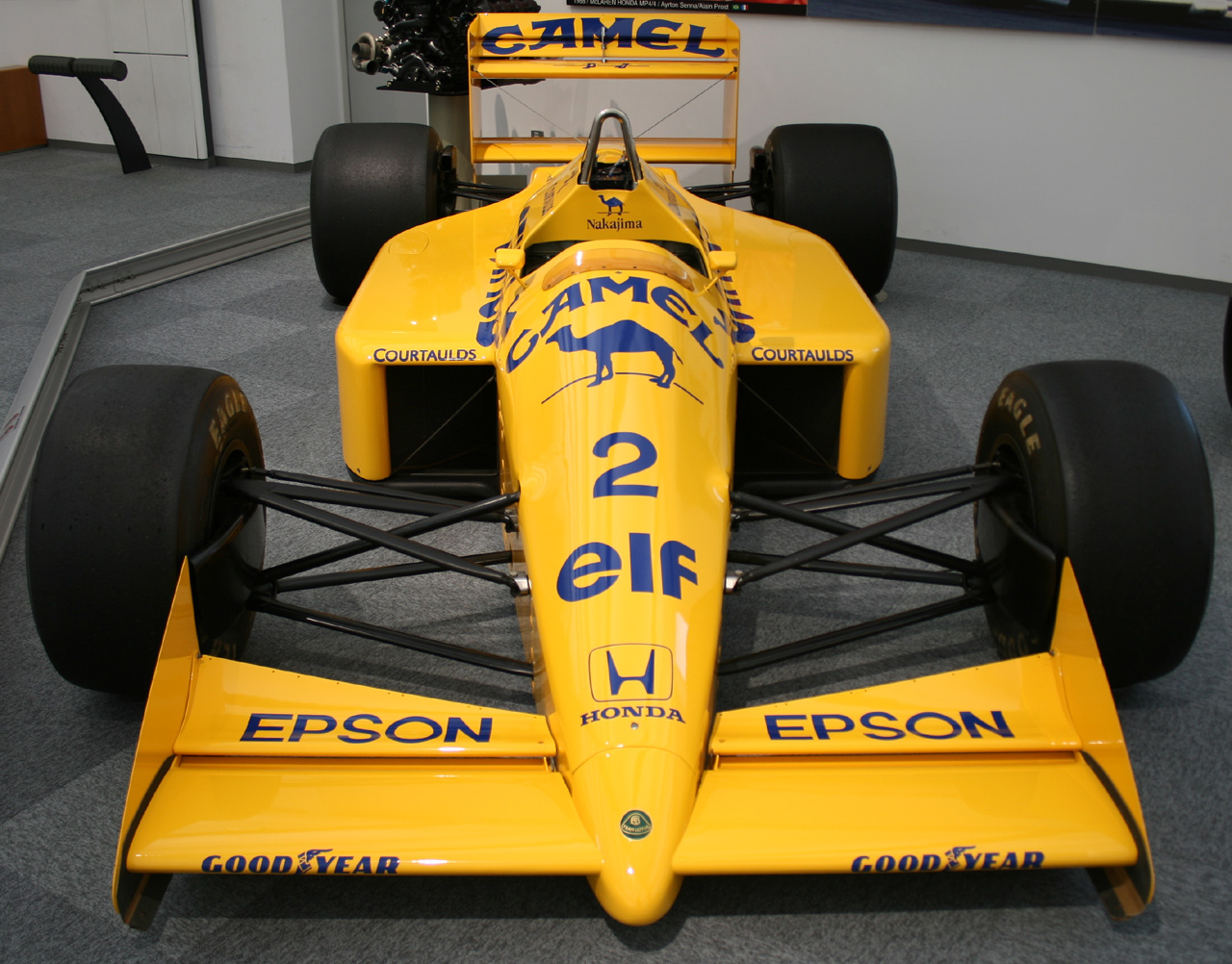
Un Lotus 100T exhibido en el Salón de Colección de Honda en Japón.

El Lotus 100T fue un monoplaza de Fórmula 1 diseñado por Gérard Ducarouge y Martin Ogilvie para el equipo Lotus, utilizado durante el año 1988. El 100T fue una modificación de la versión anterior, el Lotus 99T; eliminando la suspensión activa y logrando con ello acortar la distancia entre ejes, pero a su vez descompensando seriamente el equilibrio en la parte trasera del monoplaza. A su turno la eliminación de la sofisticada suspensión activa, por un problema de costo, obliga a modificar la aerodinámica anterior del 100T, evidenciada por unos vistosos alerones delanteros. Como resultado el monoplaza, motorizado por el mismo motor de turbo-compresión de Honda V6 del McLaren MP4/4, que consiguió 15 de las 16 victorias del año 1988, es siete segundos más lento en rectas largas como la de Jacarepaguá.
A diferencia de su predecesor, el 100T montaba un sistema de suspensión convencional Bilstein, abandonando el desarrollo de la suspensión activa, una de las mejoras tecnológicas más buscadas por Ayrton Senna. La marcha del equipo de Senna a McLaren, permitió al equipo abandonar este desarrollo y concentrarse en dotar de mayor potencia al motor. Las fallas en el chasis y la falta de motivación del recién contratado, tres veces campeón del mundo Nelson Piquet, hizo para Lotus una temporada 1988 para el olvido. Piquet consiguió escasos puntos, que incluían tres posiciones de podio durante el año, pero el monoplaza carecía de velocidad punta, que resultó en el primer año que Lotus no conseguía una pole desde hace 5.
Al final del año, los motores de turbo-compresión quedaron prohibidos, dejando el chasis del 100T obsoleto. Fue remplazado por el Lotus 101 de motor de aspiración para el año 1989.

## Resultados

### Fórmula 1
(Clave) (negrita indica pole position) (cursiva indica vuelta rápida)

| Año     | Motor              | Neu. | N.º | Pilotos         | 1   | 2   | 3   | 4   | 5   | 6   | 7   | 8   | 9   | 10  | 11  | 12  | 13  | 14  | 15  | 16  | Puntos. | Pos. |
| ------- | ------------------ | ---- | --- | --------------- | --- | --- | --- | --- | --- | --- | --- | --- | --- | --- | --- | --- | --- | --- | --- | --- | ------- | ---- |
| 1988    | Honda RA168-E V6 t | G    |     |                 | BRA | SMR | MON | MEX | CAN | USE | FRA | GBR | GER | HUN | BEL | ITA | POR | ESP | JPN | AUS | 23      | 5.º  |
| 1988    | Honda RA168-E V6 t | G    | 1   | Nelson Piquet   | 3   | 3   | Ret | Ret | 4   | Ret | 5   | 5   | Ret | 8   | 4   | Ret | Ret | 8   | Ret | 3   | 23      | 5.º  |
| 1988    | Honda RA168-E V6 t | G    | 2   | Satoru Nakajima | 6   | 8   | DNQ | Ret | 11  | DNQ | 7   | 10  | 9   | 7   | Ret | Ret | Ret | Ret | 7   | Ret | 23      | 5.º  |
| Fuente: |                    |      |     |                 |     |     |     |     |     |     |     |     |     |     |     |     |     |     |     |     |         |      |